# Список грибов, занесённых в Красную книгу Тюменской области
В данном списке указаны все грибы, включённые в состав Красной книги Тюменской области издания 2004 года. В списке указаны грибы, охраняемые на территории Тюменской области (включая территории Ханты-Мансийского и Ямало-Ненецкого автономных округов, которые входят в состав области, являясь при этом равноправными субъектами Российской Федерации).
Согласно постановлению Правительства Тюменской области от 9 марта 2005 года, Красная книга должна переиздаваться с актуализированными данными не реже, чем каждые 15 лет.

## Список таксонов
Колонки КТ и КР указывают статус вида в Красной книги Тюменской области и Красной книге России соответственно.
Все виды в Красной книге Тюменской области, так же как и в Красной книге России, поделены на 6 категорий:
| Красная книга Тюменской области: 0 — Вероятно исчезнувшие таксоны и популяции, известные ранее на территории Тюменской области, нахождение которых в природе не подтверждено последние 50 лет. 1 — Находящиеся под угрозой исчезновения таксоны и популяции, численность особей которых уменьшилась до критического уровня. 2 — Виды, численность которых сокращается и при дальнейшем воздействии лимитирующих факторов может достичь критического уровня. 3 — Редкие таксоны и популяции, которые имеют низкую численность, распространены на ограниченной территории или спорадически распространены на значительных территориях. 4 — Виды с неопределённым статусом, точных данных о состоянии популяций которых нет, нуждающиеся в особом внимании и изучении. 5 — Виды, численность которых под воздействием ряда причин восстанавливается, не подлежащие изъятию из среды обитания и нуждающиеся в постоянном контроле за их состоянием. | Красная книга России: 0 — вероятно исчезнувшие 1 — находящиеся под угрозой исчезновения 2 — сокращающиеся в численности 3 — редкие 4 — неопределённые по статусу 5 — восстанавливаемые и восстанавливающиеся |

В нижеприведённом списке порядок расположения таксонов соответствует таковому в Красной книге Тюменской области.
Всего в списке 29 таксонов грибов.
| Иллюстрация         | Русское название            | Латинское название                                                           | Краткое описание и ареал на территории Тюменской области | КТ | КР | Источники |
| ------------------- | --------------------------- | ---------------------------------------------------------------------------- | --- | -- | -- | --------- |
|                     | Трутовик серно-жёлтый       | Laetiporus sulphureus (Bull.) Murrill, 1920                                  | Плодовые тела однолетние, съедобные, до 20 см в диаметре и до 5 см толщиной. Шляпки жёлтые либо ярко-оранжевые, с волнисто-складчатой, слабо замшевой поверхностью, иногда с зауженным в ножку основанием. В Тюменской области встречается в заповедниках «Верхне-Тазовском» и «Малая Сосьва», Нижневартовском, Тобольском, Тюменском районах. | 3  |    | [ 5 ]     |
|                     | Трутовик лакированный       | Ganoderma lucidum (Curtis) P.Karst., 1881                                    | Плодовые тела однолетние, до 15 см в диаметре, полукруглой или почковидной формы. Шляпки и ножки оранжевого, красного, тёмно-красно-бурого цвета, блестящие, как бы лакированные. Трубчатый слой — пурпурно-бурый. Вызывает белую гниль. В Тюменской области встречается в долинах рек Куноват и Ляпин, заповедниках «Малая Сосьва» и «Юганский», Октябрьском, Нефтеюганском, Уватском, Ярковском районах Тюменской области. | 3  |    | [ 6 ]     |
|                     | Пикнопореллус блистательный | Pycnoporellus fulgens (Fr.) Donk, 1971                                       | Дереворазрушающий гриб. Вызывает белую гниль. Плодовые тела однолетние, до 10 см в диаметре, распростёрто-отогнутые, шляпковидные, плоские или вогнутые, одиночные или черепитчатые. Поверхность шляпок радиально-волокнистая, опушённая или гладкая, бледно-оранжевая либо красновато-оранжевая. Ткань и трубчатый слой светло-оранжевыe. Поверхность трубчатого слоя бледная. В Тюменской области встречается в долинах рек Куноват и Ляпин, в Юганском заповеднике, Октябрьском, Нефтеюганском, Тюменском, Уватском, Ярковском районах Тюменской области.                                                       | 3  |    | [ 7 ]     |
|                     | Онния войлочная             | Onnia tomentosa (Fr.) P.Karst.), 1889                                        | Плодовые тела однолетние, в виде шляпок с центральной или боковой ножкой. Шляпки округлые, в центре вдавлены, до 10 см в диаметре, желтовато-бурые, опушённые, с острым подвернутым краем. Ножка 1—4 см длиной и 1,5 см толщиной, опушена, одного цвета со шляпкой. Ткань до 2 мм толщиной, светло-жёлто-бурая, с войлочным верхним слоем и твёрдым, волокнистым нижним. Трубчатый слой до 5 мм толщиной, сбегает на ножку. В Тюменской области обнаружен в Юганском заповеднике. | 3  |    | [ 8 ]     |
|                     | Онния привлекательная       | Onnia leporina (Fr.) H.Jahn, 1978                                            | Плодовые тела однолетние, сидячие, с короткой эксцентрической ножкой, черепитчато-расположенные, опушённые, жёлтого или бурого цвета. Ткань ржаво-бурого цвета, двухслойная: верхний слой мягкий, радиально-волокнистый, нижний — плотный, пробковый. Трубчатый слой до 1 см толщиной, одного цвета с тканью. Поверхность пор беловато-жёлтая, темнеющая при прикосновении, ржаво-бурая. Поры тонкостенные, округлой либо угловатой формы. Встречается в долинах рек Ляпин, Куноват, Сыня, в Уватском и Тобольском районах Тюменской области.                                                                      | 3  |    | [ 9 ]     |
| Внешнее изображение | Датрония мелкощетинистая    | Datronia scutellata (Schwein.) Domański ex Gilb. & Ryvarden, 1985            | Дереворазрушающий гриб. Вызывает белую гниль. Плодовые тела однолетние, в виде полукруглых или распростёрто-отогнутых шляпок, до 1,5 см шириной и 1 см толщиной. Поверхность шляпок сначала беловатая, затем чёрно-бурая, чёрная, голая. Ткань плотная, цвета древесины или бледно-бурая. Трубчатый слой до 7 мм толщиной, цвета пробки или древесины. Поры округлые или слегка угловатые. В Тюменской области отмечен в Ямальском, Приуральском, Шурышкарском, Берёзовском, Октябрьском, Красноселькупском и Нижневартовском районах.                                                                             | 3  |    | [ 10 ]    |
|                     | Фомитопсис лекарственный    | Fomitopsis officinalis (Batsch) Bondartsev & Singer, 1941                    | Плодовые тела сидячие, в виде копытообразных шляпок, диаметром до 25 см и до 10 см толщиной. Мякоть гриба грязновато-белая, вначале мягкая, затем жёсткая, крошится при высыхании. Поры округлые или угловатые, 3—5 штук на 1 мм. Плодовые тела являются сырьём для получения агарициновой кислоты, обладают лечебными свойствами и используются как в народной, так и в официальной медицине. На территории Тюменской области найден в Приуральском, Надымском, Красноселькупском, Нижневартовском и Кондинском районе.                                                                                           | 2  |    | [ 11 ]    |
|                     | Абортипус двулетний         | Abortiporus biennis (Bull.) Singer, 1944                                     | Плодовые тела однолетние, в виде одиночных или нескольких черепитчатых распростёрто-отогнутых шляпок с ножкой до 3 см толщиной и 5—15 см в диаметре. Поверхность шляпок мягко- или жестковолосистая, беловатая, при прикосновении и с возрастом желтеет или становится красновато-бурой, обычно незональная. Ткань двухслойная: нижний слой пробковый, кремовый, верхний — мягкий, волокнистый, светло-кожано-жёлтый. Трубчатый слой 2—6 мм толщиной, кремовый. В Тюменской области встречается в Юганском заповеднике.                                                                                            | 3  |    | [ 12 ]    |
| Внешнее изображение | Амилоцистис лапландский     | Amylocystis lapponica (Romell) Bondartsev & Singer, 1944                     | Плодовые тела однолетние, сидячие. Поверхность шляпок беловатая или буроватая, с красновато-бурыми пятнами, слегка опушёна. Ткань мягкая, водянистая, светло-кожано-жёлтая. Дереворазрушающий гриб. Вызывает белую гниль. Развивается на древесине ели, пихты. В Тюменской области отмечен в Ямальском, Приуральском, Шурышкарском, Берёзовском, Октябрьском, Красноселькупском и Нижневартовском районах. | 3  |    | [ 13 ]    |
| Внешнее изображение | Гаплопорус пахучий          | Haploporus odorus (Sommerf.) Bondartsev & Singer, 1944                       | Плодовые тела многолетние, в виде сидячих или распростёрто-отогнутых шляпок, до 15 см длиной и 8 см шириной. Поверхность шляпок гладкая или слабо опушенная, белая, в центре серовато-бурая, тёмно-бурая. Ткань белая или бледно-древесного цвета, с сильным запахом аниса и миндаля. Трубчатый слой многослойный, белый. В Тюменской области в Юганском заповеднике, Нефтеюганском, Сургутском, Тобольском, Ханты-Мансийском районах Тюменской области. | 3  |    | [ 14 ]    |
|                     | Ишнодерма смолистая         | Ischnoderma resinosum (Schrad.) P.Karst., 1879                               | Дереворазрушающий гриб. Плодовые тела однолетние, прикрепленные к субстрату боком или зачаточной ножкой, до 15 см шириной и 3 см толщиной. Поверхность шляпок опушённая, тёмно-бурая, радиально-морщинистая при высыхании. Ткань мягкая, беловатая, с возрастом или при высыхании темнеющая. Трубчатый слой до 1 см толщиной, одного цвета с порами. В Тюменской области в Юганском заповеднике, Нефтеюганском, Сургутском, Советском, Тобольском, Ханты-Мансийском районах Тюменской области. | 3  |    | [ 15 ]    |
|                     | Лептопорус мягкий           | Leptoporus mollis (Pers.) Quél., 1886                                        | Плодовые тела однолетние, в виде сидячих или распростёрто-отогнутых шляпок, 2—7 см шириной и 1—4 см толщиной. Поверхность шляпок бархатистая, позднее почти голая, вначале белая, розовато-белая, позже бледно-красновато-пурпурная, красновато-бурая. Ткань мягкая, затем хрупкая, кремового или пурпурно-бурого цвета. Трубчатый слой до 1 см толщиной. В Тюменской области в Юганском заповеднике, Нефтеюганском, Сургутском, Советском, Тобольском, Ханты-Мансийском, Уватском, Ямальском районах Тюменской области.                                                                                           | 3  |    | [ 16 ]    |
|                     | Спонгипеллис пенообразный   | Spongipellis spumeus (Sowerby) Pat., 1887                                    | Плодовые тела однолетние, в виде плоских почковидных шляпок до 20 см в диаметре и 6 см толщиной. Шляпки опушены, светло-жёлтого или светло-бурого цвета. Ткань беловато-жёлтая, водянистая, мягковолокнистая, до 5 см толщиной, при высыхании становится твёрдой. Трубчатый слой до 2 см толщиной. Дереворазрушающий гриб. Развивается на древесине широколиственных видов. Вызывает белую гниль. На территории Тюменской области найден в Нижневартовском, Ярковском и Нижнетавдинском районах. | 3  |    | [ 17 ]    |
|                     | Тиромицес расщепляющийся    | Tyromyces fissilis (Berk. & M.A.Curtis) Donk, 1933                           | Плодовые тела однолетние, в виде треугольных в сечении шляпок до 18 см в диаметре и 8 см толщиной. Шляпки беловатые или кремовые, бархатистые. Мякоть 1—3 см толщиной, водянистая, белая с лиловым оттенком, при высыхании становится бурой; имеет запах прогорклого масла. Трубчатый слой до 3 см толщиной, белый, сероватый или розоватый. Дереворазрушающий гриб. Развивается на древесине лиственных, реже — хвойных видов. Вызывает белую гниль. В Челябинской области отмечен в хвойно-широколиственных лесах на клёне. На территории Тюменской области найден в Советском районе.                           | 3  |    | [ 18 ]    |
| Внешнее изображение | Тиромицес Любарского        | Tyromyces ljubarskyi Pilát, 1936                                             | Плодовые тела однолетние, в виде сидячих или распростёрто-отогнутых полукруглых шляпок, до 8 см шириной и 3 см толщиной в основании. Поверхность шляпок вначале бархатистая, затем гладкая, беловатая. Ткань белая, бледно-кремовая, пробково-волокнистая. Трубчатый спой до 2 см толщиной, поверхность пор белая, желтовато-коричневая. Дереворазрушающий гриб. Развивается на древесине лиственных, реже — хвойных видов. Вызывает белую гниль. В Тюменской области найден в Нижнетавдинском, Ханты-Мансийском, Советском районах.                                                                               | 3  |    | [ 19 ]    |
| Внешнее изображение | Тиромицес олений            | Tyromyces cervina (Schwein.) Bres., 1903                                     | Плодовые тела однолетние, в виде распростёрто-отогнутых или сидячих шляпок до 5 см шириной и 1,5 см толщиной. Поверхность шляпок волосистая или с плотно прижатыми жёсткими волосками, розовато-желтоватого или глинистого цвета, со слабо выраженными зонами или без них. Ткань бледно-кожаного цвета, пробково-волокнистая. Трубчатый слой до 1 см шириной, поверхность пор желтовато-коричневая, бурая, поры до 1 мм в диаметре, округлые или извилистые. В Тюменской области в Юганском заповеднике, Нефтеюганском, Кондинском, Сургутском, Советском, Тобольском, Ханты-Мансийском районах Тюменской области. | 3  |    | [ 20 ]    |
|                     | Оксипорус тополевый         | Oxyporus populinus (Schumach.) Donk, 1933                                    | Плодовые тела однолетние или многолетние, черепитчато-расположенные или сросшиеся, обычно в виде треугольных в сечении шляпок, до 8 см шириной и 4—5 см толщиной. Поверхность шляпок волосистая или голая, белая, кремовая. Ткань кремового цвета, пробковая. Трубчатый слой отчётливо многослойный, одного цвета с тканью, поверхность пор кремовая. Поры округлые или угловатые. В Тюменской области встречается в Кондинском, Уватском, Ярковском районах, в г. Тюмень. | 3  |    | [ 21 ]    |
|                     | Климакодон северный         | Climacodon septentrionalis (Fr.) P.Karst., 1881                              | Плодовое тело гриба длиной 40 см, состоит из многочисленных сросшихся с друг другом сидячих шляпок округлой формы. Мякоть белая, с рыбным запахом. Гименофор гриба состоит из густых мягких шипиков. Споровой порошок белый; споры эллипсоидные. Встречается Советском, Ханты-Мансийском, Тобольском районах Тюменской области. | 3  |    | [ 22 ]    |
|                     | Ежевик коралловидный        | Hericium coralloides (Scop.) Pers., 1794                                     | Плодовые тела съедобные, однолетние, до 40 см в диаметре, древовидно-ветвистые, белого или желтоватого цвета, с белыми либо кремовыми шипами на нижней части ветвей, прикрепляются к субстрату. Ткань мясистая, белая или желтоватая, горьковата на вкус. Дереворазрушающий гриб, сапротроф, вызывает белую гниль. В Тюменской области в Юганском заповеднике, Нефтеюганском, Сургутском, Советском, Тобольском, Ханты-Мансийском районах Тюменской области. | 3  | 3  | [ 24 ]    |
|                     | Спарассис курчавый          | Sparassis crispa (Wulfen) Fr., 1821                                          | Плодовые тела 10—30 см в диаметре, шаровидные либо полусферические, желтоватые, ломкие. Состоят из многочисленных плоских с волнистым краем ветвей 1 см шириной и 1 мм толщиной. Центральная ножка гриба толстая, имеет длину 5-13 см, 2—5 см диаметром, глубоко погружена в землю, снаружи малозаметна. Цвет ножки у молодых грибов беловатый или желтоватый, позднее — буроватый до чёрного. В Тюменской области найден в Нефтеюганском районе. | 3  | 3  | [ 26 ]    |
|                     | Клавариадельфус пестиковый  | Clavariadelphus pistillaris (L.) Donk, 1933                                  | Плодовые тела булавовидные, съедобные, до 17 см высотой и 1—5 см в диаметре, жёлтые или красновато-бурые. Ткань губчатая, белая или розовая, на срезе красновато-бурая. Ножка к основанию суживается. Споры белые или светло-жёлтые. В Тюменской области обнаружен Нижнетавдинском, Берёзовском, Тюменском районах. | 3  | 3  | [ 28 ]    |
|                     | Трутовик чешуйчатый         | Polyporus squamosus (Huds.) Fr., 1821                                        | Плодовые тела однолетние, в виде крупных шляпок 10—40 см в диаметре, часто с относительно короткой боковой опушенной, бурой ножкой до 5 см толщиной. Поверхность шляпок светло-бурая. Трама тёмно-жёлтого цвета, пробковая, незональная. Трубчатый слой одного цвета с тканью, сбегающий на ножку. Поверхность пор тёмно-коричневая, светло-бурая. В Тюменской области найден в долинах рек Куноват и Северная Сосьва; заповедниках «Малая Сосьва» и «Юганский»; в Ярковском районе. | 3  |    | [ 29 ]    |
| Внешнее изображение | Пилолистник Мартьянова      | Lentinus martianoffianus Kalchbr., 1877                                      | Плодовые тела в виде боковых черепитчато-расположенных, вогнутых шляпок 3—5 см шириной. Поверхность бледно-жёлтая, бархатистая, грубо волосистая. Ножка боковая, короткая, бледно-жёлтая, грубо волосистая или неопушенная. Ткань до 2 см толщиной, белая. Пластинки очень частые, бледные, тонкие, с ровными, местами волнистыми краями, сбегают на ножку. В Тюменской области найден в Уватском и Сургутском районах. | 3  |    | [ 30 ]    |
| Внешнее изображение | Полипорус ложноберезовый    | Polyporus pseudobetulinus (Murashk. ex Pilát) Thorn, Kotir. & Niemelä, 1990  | Плодовые тела однолетние, прикрепленные к субстрату боком, в виде шляпок, 5—25 см шириной и до 6 см толщиной в основании. Поверхность шляпки гладкая, желтовато-белого цвета, с тёмными пятнами. Ткань белая, желтовато-соломенная. Трубчатый слой 2,5—4 см, одного цвета с тканью. Поры угловатые, слегка радиально-удлинённые. В Тюменской области найден в Уватском, Ярковском районах. | 3  |    | [ 31 ]    |
|                     | Подосиновик белый           | Leccinum percandidum (Vassilkov ex J.Blum) Watling ex Lannoy & Estadès, 1995 | Плодовые тела в виде шляпок белого цвета, до 12 см в диаметре. Ткань шляпки мясистая, белая. Ножка до 15 см длиной и 4 см толщиной, белая, голубовато-зелёная в основании. Трубчатый слой и поры белые. В Тюменской области найден Нижневартовском, Ханты-Мансийском районах. | 3  |    | [ 32 ]    |
|                     | Паутинник фиолетовый        | Cortinarius violaceus (L.) Gray, 1821                                        | Плодовые тела съедобны, имеют вид шляпок диаметром 5—12 см, с центральной ножкой. Шляпки тёмно-фиолетовые, войлочные, чешуйчатые. Ножка 6—12 см длиной, плотная, у основания до 4 см в диаметре, с тёмно-серыми волосками. Мякоть фиолетовая или бледно-голубоватая, с запахом кедровой древесины или кожи. В Тюменской области найден в заповеднике «Малая Сосьва» и Нижневартовском районе. | 3  |    | [ 33 ]    |
|                     | Мутинус Равенеля            | Mutinus ravenelii.jpg (Berk. & M.A.Curtis) E.Fisch., 1888                    | Плодовые тела белые, бледно-жёлтые, диаметром 2—3 см, вначале овальной или яйцевидной формы. Оболочка при созревании разрывается на 2—3 лопасти и сохраняется у основания цилиндрической ножки или рецептакула. Ножка цилиндрическая, губчатая, полая, высотой до 10 см и толщиной до 1 см, тёмно-карминово-красная. Глеба имеет неприятный запах. На территории Тюменской области является адвентивным видом: найден в дендрарии Тюменской лесной опытной станции. | 3  | 4  | [ 35 ]    |
|                     | Мутинус собачий             | Mutinus caninus (Huds.) Fr., 1849                                            | Плодовые тела округлые, вытянутые, 2—3 см длиной. Оболочка белого цвета, делящийся в вершине на 2—3 лопасти. Спороносный столбик длиной до 12 см высотой, розового цвета. На территории Тюменской области найден в лесопарке г. Тюмень. | 3  | 3  | [ 37 ]    |
|                     | Саркосома шаровидная        | Sarcosoma globosum (Schmidel) Casp., 1891                                    | Апотеции бочковидные, 3—12 см шириной, буроватые, тёмно-бурые, морщинистые, наполненные бесцветным желатинозно-водянистым веществом, прикреплённые к субстрату нитями ризоморфами до 1 мм толщиной. В Тюменской области найден заповедниках «Малая Сосьва» и «Юганский». | 3  |    | [ 38 ]    |